# Konjšica
Konjšica – wieś w Słowenii, podzielona administracyjnie pomiędzy gminy Litija i Zagorje ob Savi. W 2018 roku liczyła 106 mieszkańców.